# Sivagiri (Erode)
Sivagiri è una suddivisione dell'India, classificata come town panchayat, di 16.285 abitanti, situata nel distretto di Erode, nello stato federato del Tamil Nadu. In base al numero di abitanti la città rientra nella classe IV (da 10.000 a 19.999 persone).

## Geografia fisica
La città è situata a 11° 07' 23 N e 77° 47' 40 E.

## Società

### Evoluzione demografica
Al censimento del 2001 la popolazione di Sivagiri assommava a 16.285 persone, delle quali 8.282 maschi e 8.003 femmine. I bambini di età inferiore o uguale ai sei anni assommavano a 1.402, dei quali 710 maschi e 692 femmine. Infine, coloro che erano in grado di saper almeno leggere e scrivere erano 10.650, dei quali 6.223 maschi e 4.427 femmine.